# Mustafa Shakur
Mustafadden "Mustafa" Abdush Shakur (Wynnewood, Pennsylvania, 18. kolovoza 1984.) je američki profesionalni košarkaš. Igra na poziciji razigravača, a trenutačno je član grčkog Panelliniosa.

## Karijera
Mustafa Shakur je svega 2 utakmice započeo u petorci u svojoj četverogodišnjoj karijeri na sveučilišu Arizona. Nakon juniorske sezone, htio se je okušati u NBA ligi. Međutim, povukao je svoju prijavu za NBA draft 2006. i na sveučilištu ostao još jednu sezonu. Nakon što je završio svoju sveučilišnu karijeru, odlučio se je prijaviti na NBA draft 2007. Međutim, iako na draftu nije izabran, 6. srpnja 2007. zajedno s još jednim novakom Spencerom Hawesom potpisuje za momčad Sacramento Kingsa. U dresu Kingsa sudjelovao je na Ljetnoj ligi u Las Vegasu 2007. i proglašen je četvrtim najboljim asistentom lige.  1. studenog 2007. Sacramento Kingsi otpustili su ga iz svoje momčadi. 
Sezonu 2007./08. proveo kao član poljskog Asseca Prokom Sopota, s kojim je na kraju sezone osvojio poljsko prvenstvo i kup. U rujnu 2008. potpisuje sa španjolskom TAU Cerámicom. U siječnju 2009. potpisao je za grčkog prvoligaša Panelliniosa iz Atene. 

## Vanjske poveznice
- Profil na Euroleague.net
- Profil  Arhivirana inačica izvorne stranice od 27. rujna 2007. (Wayback Machine) na DraftExpress.com